# Ossidazione

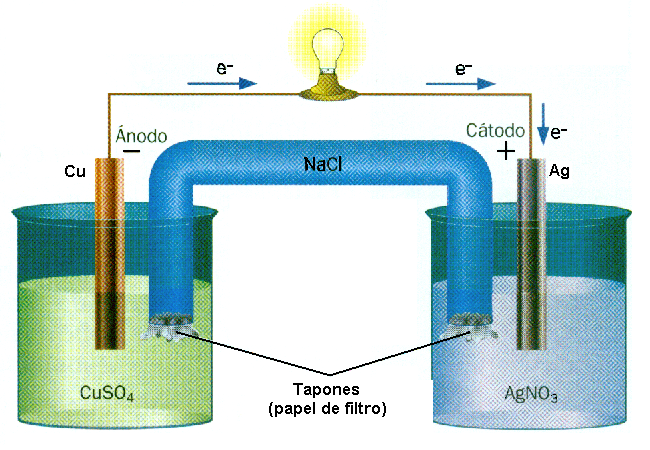
Lo stack di Cu-Ag, un esempio di reazione redox.

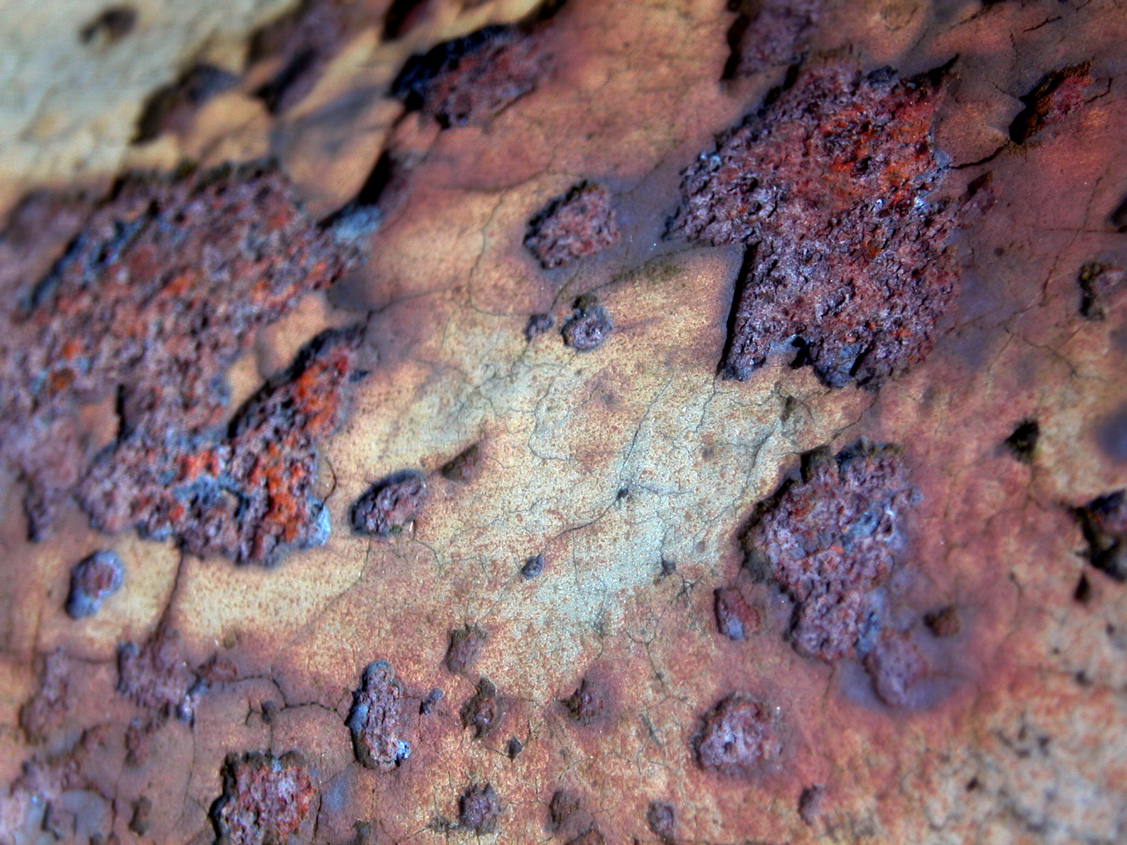
Pezzo di metallo ossidato (corroso)

L'ossidazione, in chimica, è un processo nel quale un elemento chimico subisce una sottrazione di elettroni, che si traduce nell'aumento del suo numero di ossidazione.

## Descrizione
Questa sottrazione di elettroni può avvenire ad opera di un altro elemento, che subisce così il complementare processo di riduzione. Il nome ossidazione è stato inizialmente dato alla reazione tra un metallo che si combina con l'ossigeno per dare il corrispondente ossido: il metallo subisce una sottrazione di elettroni da parte dell'ossigeno, poiché quest'ultimo è più elettronegativo di qualsiasi metallo. La maggior parte delle reazioni di ossidazione comportano lo svilupparsi di energia sotto forma di calore, luce o elettricità.

## Gli ossidanti
Le sostanze che hanno la capacità di ossidare altre sostanze sono note con il nome di agenti ossidanti. Essi sottraggono elettroni alle altre sostanze e poiché acquisiscono elettroni sono anche chiamate accettori di elettroni. Gli ossidanti sono generalmente sostanze chimiche che possiedono elementi ad alto numero di ossidazione, per esempio il perossido di idrogeno, il permanganato o l'anidride cromica, o sostanze altamente elettronegative, quali l'ossigeno, il fluoro, il cloro o il bromo, capaci di sottrarre uno o più elettroni ad altre sostanze.

## Esempi
Alcuni processi durante i quali avvengono reazioni di ossidazione sono:
- la combustione
- la corrosione
- la respirazione
- i processi che avvengono all'anodo di una cella elettrochimica.

### Ossidazione in elettrochimica
In una cella elettrochimica ogni ossidazione avviene contemporaneamente a una riduzione in un processo che prende il nome generico di ossido-riduzione, spesso abbreviato in redox.
Nei processi elettrochimici a ogni reazione di ossidazione è associato un potenziale elettrico che corrisponde al potenziale della reazione inversa (riduzione) cambiato di segno.